# Deutscher Bradsot
Der deutsche Bradsot oder die nekrotisierende Hepatitis (Hepatitis infectiosa necrotica) ist eine durch Clostridium novyi B hervorgerufene, nicht ansteckende Gasödemerkrankung, die vor allem bei Schafen, aber auch bei anderen Wiederkäuern, sehr selten auch bei Pferden und Schweinen auftritt. Bradsot ist norwegisch und heißt „schnelle Seuche“.

## Beschreibung
Nach oraler Aufnahme der Bakteriensporen kommt es zu einer Manifestation in der Leber, wenn durch wandernde Parasitenstadien (z. B. Leberegel) dort Läsionen entstanden sind. Es entstehen zentrilobuläre Lebernekrosen, nach wenigen Stunden tritt aufgrund der massiven Toxinbildung des Erregers der Tod ein. Betroffen sind vor allem über ein Jahr alte, gut genährte Schafe. Meist verläuft die Erkrankung perakut, gelegentlich können zuvor Schwellungen im Unterkieferbereich, Zähneknirschen, Festliegen und angestrengte Atmung auftreten.
Therapieversuche sind zumeist erfolglos. Metaphylaktisch können andere Tiere des Bestandes aktiv oder passiv immunisiert werden. In gefährdeten Gebieten ist eine Impfung mit einer polyvalenten Clostridien-Vakzine im Frühjahr empfehlenswert.